# Morten Suurballe
Morten Suurballe ( Kopenhagen, 8 maart 1955) is een Deense acteur.
Hij studeerde in 1978 af als acteur aan de Statens Teaterskole (Nationale Theaterschool) en is vanaf 1992 regelmatig te zien bij Det Kongelige Teater (Het Koninklijk Theater). Als politiecommissaris Lennart Brix is hij te zien in de thrillerserie Forbrydelsen (The Killing), seizoenen I, II en III.
Hij was van 1995 tot 2003 getrouwd met de actrice Julie Wieth, met wie hij een zoon en een dochter heeft. Tegenwoordig heeft hij een relatie met de actrice Maria Rossing.
Op 3 december 2003 werd hij tot ridder in de Orde van de Dannebrog benoemd.

## Filmografie
- Kniven i hjertet (1981)
- Flamberede hjerter (1986)
- Et skud fra hjertet (1986)
- Opbrud (1988)
- Drengene fra Sankt Petri (1991)
- En dag i oktober (1991)
- Frække Frida og de frygtløse spioner (1994)
- Menneskedyret (1995)
- Carmen og Babyface (1995)
- Den hemmelige tunnel (1997)
- Mimi og madammerne (1998)
- Manden som ikke ville dø (1999)
- Slip hestene løs (2000)
- Voksne mennesker (2005)
- Bag det stille ydre (2005)
- Rene hjerter (2006)
- Guldhornene (2007)
- Cecilie (2007)
- Daisy Diamond (2007)
- Kærestesorge (2009)
- Skyskraber (2011)

## Tv-series
- Kirsebærhaven 89 (1989)
- Parløb (1991-1992), afl 8
- Gøngehøvdingen (1991-1992), afl 4 en 13
- Kald mig Liva (1992), afl 4
- Flemming og Berit (1994)
- Charlot og Charlotte (1996)
- Strisser på Samsø (1997), afl 10
- Rejseholdet (2000-2003), afl 24
- Hotellet (2000-2002), afl 43 en 44
- Ørnen: En krimi-odyssé (The Eagle) (2004), afl 3
- Jul i Valhal (2005)
- Forbrydelsen (The Killing) (2007), afl 11-20
- Album (2008)
- Forbrydelsen (The Killing II) (2009)
- Anstalten (2011)
- Vikings (2014)